# Іглиця адріатична
Іглиця адріатична (Syngnathus taenionotus) — вид морських іглиць, що мешкає в північно-західній Адріатиці. Морська / солонуватоводна демерсальна яйцеживородна риба, що сягає 19.0 см довжиною. Зустрічається здебільш серед детриту або заростях макрофітів на черепашково-мулистих ґрунтах.